# Glasplåt

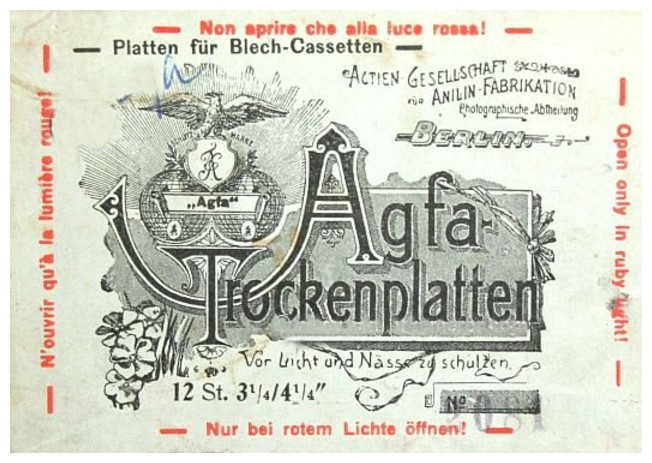
Förpackning för AGFA glasplåt, 1880-tal

Med glasplåt eller glasnegativ menas i fotografitekniken en form av fotografiskt negativ.

## Historik
De första glasplåtar använde albumen (äggvita) som medium. Efter dessa kom kollodiumvåtplåtar och kollodiumtorrplåtar. Våtplåtarna fick exponeras i våt tillstånd och krävde omedelbar tillgång till mörkrum. Torrplåtar kunde lagras (mörkt) både före och efter exponeringen och kunde framkallas i fotografens fotolabb när tiden passade. 
Sedan kom gelatinsilverplåtar. Albumen- och kollodiumprocesserna är inte fotografiska emulsioner. (En fotografisk emulsion är inte en kemisk emulsion som majonnäs, utan egentligen en suspension.)  
En emulsion av gelatin och ljuskänsliga silversalter, på den tiden främst silverklorid, gjuts på en glasskiva. Resultatet blir ett fotografiskt medium som sedan behandlas på samma sätt som dagens svartvita fotofilm.
Glasplåtarna efterträdde den så kallade kalotypitekniken och då som våtplåtar. Glasplåtar direkt monterade som fotografiska bilder ambrotyper var också vanliga under den första tiden (1850-talet) men efterträddes runt 1860 av papperspositiv från glasplåtar, som då nästan helt ersatte äldre tekniker. 1871 kom torrplåten och den moderna glasplåten uppfanns.
Nackdelarna med glasplåtar är att de är bräckliga, tunga och utrymmeskrävande, medan fördelen är att de är helt plana och därför lämpar sig för noggranna mätningar, vilket är särskilt betydelsefullt inom astronomi och lantmäteri.
Glasplåtar kan specialbeställas än i dag och laddas i storformatskameror. Som bruksvara försvann glasplåtarna från marknaden på 1960-talet. Redan på 1890-talet hade man börjat använda celluloidplåtar vid sidan av glasplåtar, och under 1900-talet kom de allt mer att ersätta glasplåten.
Verbet "plåta" (som icke-formell synonym till "fotografera") har sitt ursprung i användandet av fotografiska, silverbelagda kopparplåtar i fotografins barndom, se dagerrotypi.

## Bildexempel

9×12cm glasplåt visande Djurgårdsbrunnskanalen på vintern 1905
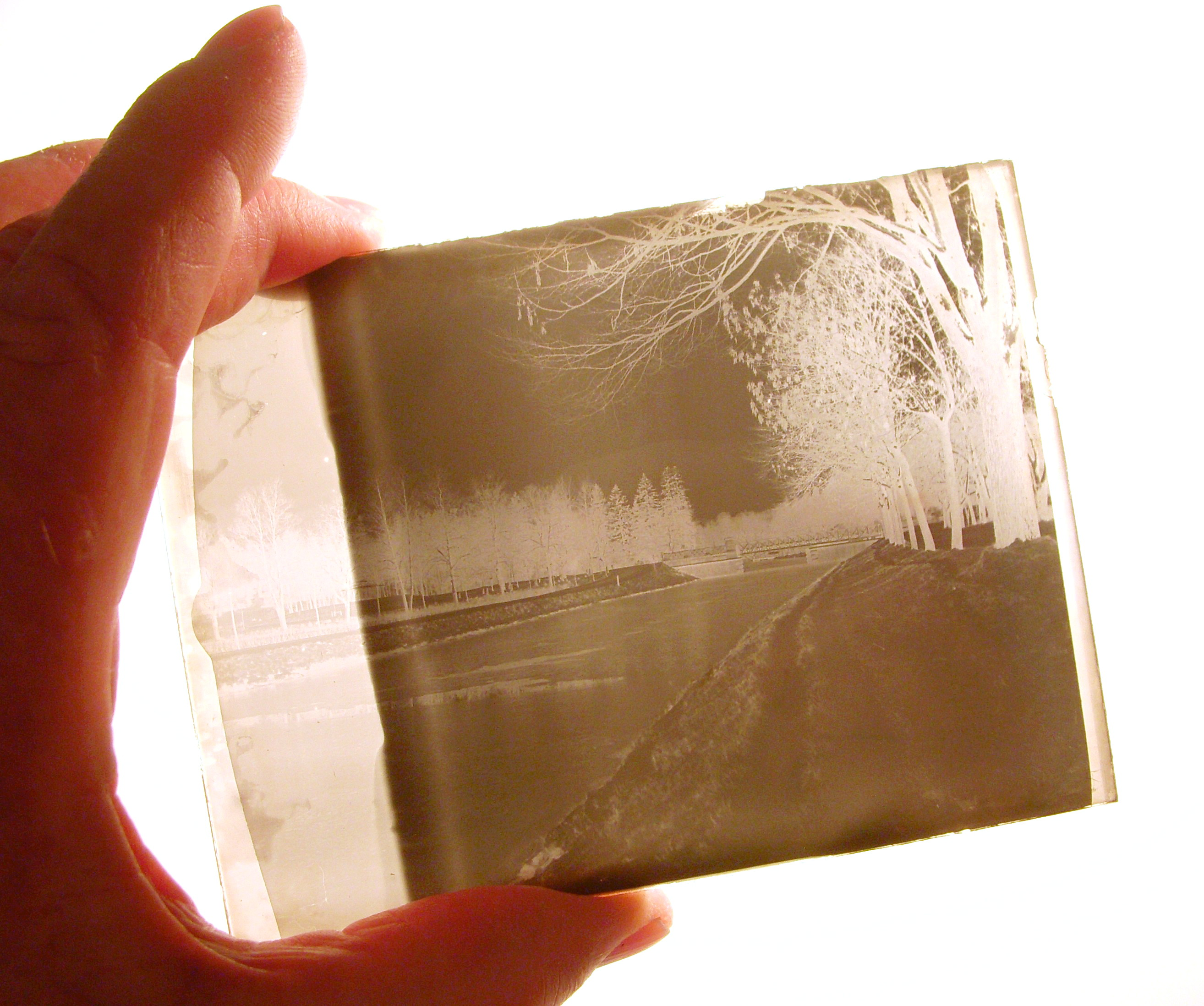
Glasplåt med negativbild
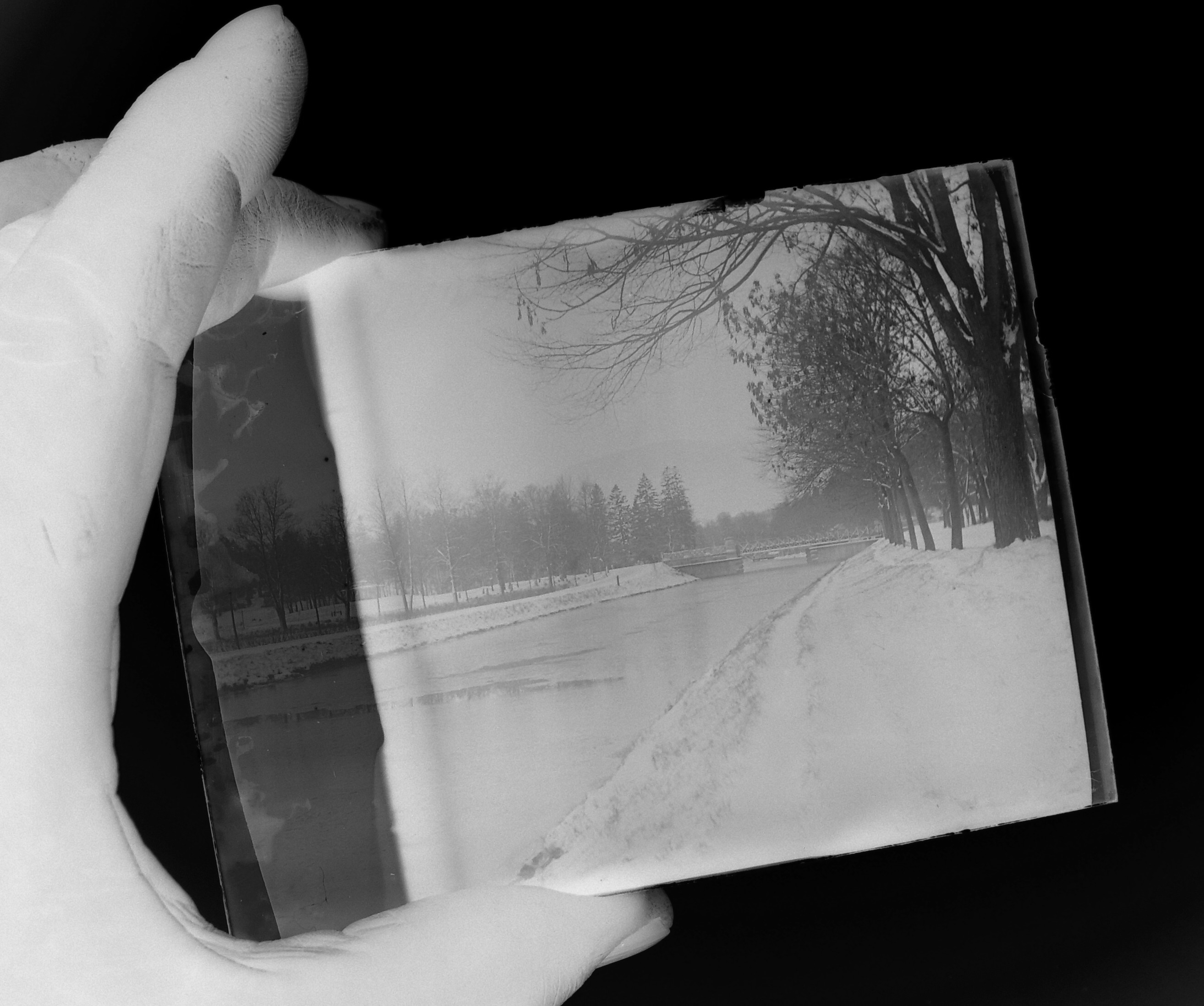
Glasplåt med positivbild
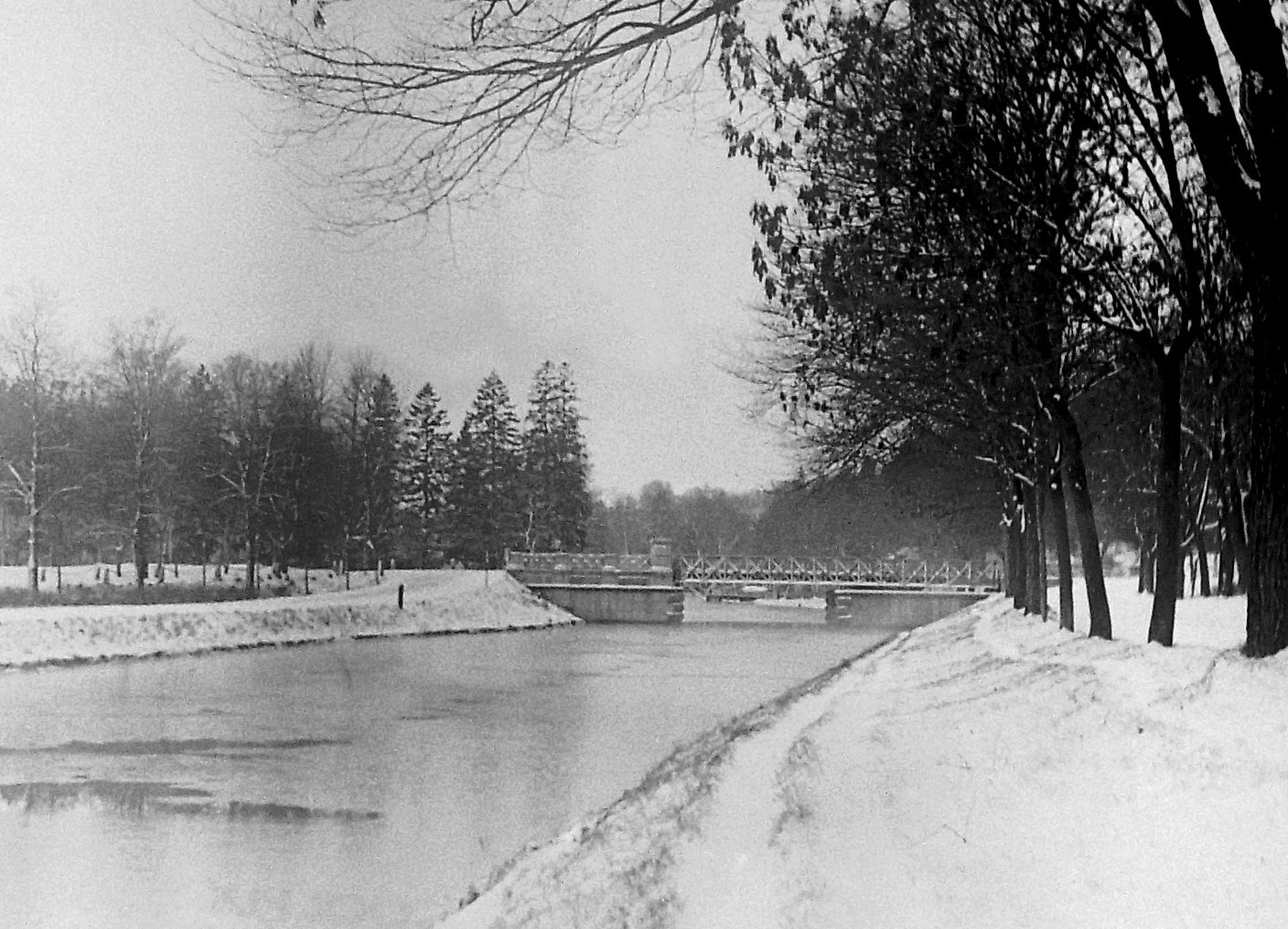
Bearbetat motiv